# Neobassia
Neobassia là chi thực vật có hoa trong họ Amaranthaceae.